# باسكال بوسخارت
باسكال بوسخارت (بالهولندية: Pascal Bosschaart)‏ (28 فبراير 1980 بروتردام في هولندا - ) هو لاعب كرة قدم هولندي في مركز الدفاع. لعب مع أدو دين هاغ وسيدني إف سي وفاينورد ونادي أوترخت وIJsselmeervogels ‏.

## وصلات خارجية
- باسكال بوسخارت على موقع قاعدة بيانات كرة القدم.إي يو (الإنجليزية)
- باسكال بوسخارت على موقع Soccerway.com (الإنجليزية)
- باسكال بوسخارت على موقع عالم كرة القدم.نت (الإنجليزية)